# Lina Carstens
Lina Carstens, född 6 december 1892 i Wiesbaden, död 22 september 1978 i München, var en tysk skådespelare. Carstens kom att medverka i tysk film och TV från 1921 till 1978. Hon var även verksam som dubbningsskådespelare.

## Filmografi, urval
- 1935 – April, April!
- 1937 – Till främmande strand
- 1937 – Den sönderslagna krukan
- 1951 – Du tog min kärlek
- 1954 – Den store kirurgen
- 1955 – Himmel utan stjärnor
- 1958 – Bedårande barn av sin tid
- 1959 – Han gick genom väggen
- 1960 – Gustav Adolfs Page
- 1975 – En flyktings återkomst
- 1975 – Lina Braake
- 1977 – Heinrich